# Kocevo, Plovdiv
Kocevo (în bulgară Кочево) este un sat în comuna Sadovo, regiunea Plovdiv,  Bulgaria. 

## Demografie
Componența etnică a satului Kocevo
     Bulgari (27,89%)
     Nicio identificare (72,1%)
     Altele (0%)
La recensământul din 2011, populația satului Kocevo era de 570 locuitori. Nu există o etnie majoritară, locuitorii fiind  și bulgari (27,89%). Pentru 72,1% din locuitori nu este cunoscută apartenența etnică.